# Stateneiland
Stateneiland of Isla de los Estados is een eiland bij de zuidpunt van Zuid-Amerika. Het eiland behoort bij Argentinië en is het grootste eiland van een kleine archipel. Om Stateneiland heen liggen verschillende kleine eilandjes, waaronder, aan de noordkant, Isla Alferez Goffre en Isla Observatorio, dat met 400 hectare het grootste is. Stateneiland ligt tegenover het oostelijke uiteinde van het  eiland Isla Grande de Tierra del Fuego (het grootste eiland van Vuurland), daarvan gescheiden door de Le Maire-straat. Het is voor het eerst beschreven door Jacob le Maire en genoemd naar de Staten-Generaal van de Nederlanden.

## Kenmerken
Stateneiland meet ongeveer 65 x 15 kilometer, en wordt beschouwd als de laatste uitloper van het Andesgebergte en het begin van de Scotiarug. Er zijn baaien en fjorden die diep in het eiland insnijden. Het hoogste punt is 823 meter hoog. Er valt per jaar circa 2000 millimeter regen, waardoor er dichte wouden kunnen groeien.Er leven pinguïns (waaronder de Magelhaenpinguïn), zeehonden, orka's, meeuwen en aalscholvers. De mens heeft op het eiland geiten en herten geïntroduceerd.

## Reservaat
Het eiland behoort bij de meest zuidelijke Argentijnse provincie Vuurland, Antarctica en Zuid-Atlantische eilanden en maakt deel uit van het district Ushuaia. Het is een ecologisch, historisch en toeristisch reservaat en het is alleen onder begeleiding toegankelijk voor tochten vanaf de stad Ushuaia.
De enige nederzetting is het Puerto Parry Naval Station, gesitueerd in een diepe, smalle fjord aan de noordkust van het eiland. Dit waarnemingsstation, gesticht in 1978, wordt bemand door vier mariniers in een rooster van 45 dagen, die toezicht houden op de vaarbewegingen en zaken die het milieu aangaan. Ook kunnen zij noodhulp verlenen.

## Geschiedenis
Het werd ontdekt op 25 januari 1616 door Jacob le Maire en Willem Schouten en kreeg de naam Statenland. Op dat moment werd gedacht dat Statenland tot het zogeheten Zuidland behoorde, een grote landmassa die verondersteld werd op het zuidelijk halfrond. De Nederlandse kapitein Hendrik Brouwer meldde echter in 1643 dat Statenland een eiland was.
Vanaf de achttiende eeuw werd er op zeehonden gejaagd. In 1862 bouwde de Argentijnse zeeman Luis Piedra Buena er een schuilplaats bij Port Cook, en ook bouwde hij een kleine fabriek waarin zeehondenolie werd geproduceerd. Van 1899-1902 werd het eiland als gevangenis gebruikt, maar in dat laatste jaar moest de gevangenis vanwege de vele zware stormen naar Vuurland worden verplaatst.

## Jules Verne
De vuurbaak San Juan del Salvamento werd gebouwd in 1884, en functioneerde tot 1899. Deze vuurtoren, beter bekend als 'Faro del fin del mundo' zou Jules Verne geïnspireerd hebben bij het schrijven van zijn boek Le Phare du bout du monde (De vuurtoren aan het eind van de wereld). Dit boek is ook verfilmd onder de titel The Light at the Edge of the World, met Kirk Douglas en Yul Brynner; deze film werd evenwel opgenomen in Spanje.